# 浉河港乡
浉河港乡是中国河南省信阳市浉河区下辖的一个乡。

## 行政区划
浉河港乡下辖：浉河港街居委会、郝家冲村、桃园村、陡坡村、夏家冲村、黄庙村、易庙村、西湾村、白云村、龙潭村、马家畈村、黑龙潭村、林场村、四望山村、胡岗村、白庙村、大田村、丰家冲村。